# Чапчачи (станция)
Чапчачи́ — железнодорожная станция Приволжской железной дороги на линии Верхний Баскунчак — Астрахань (линия неэлектрифицирована), расположена в Харабалинском районе Астраханской области, в 87 км от станции Верхний Баскунчак. Через станцию осуществляются пассажирские перевозки на Волгоград, Казань, Нижний Новгород, Астрахань.

## История
Станция открыта в 1907 году. Своё название получила от расположенной в 60 км к востоку горы Чапчачи — «рубленая», содержащей массу каменной соли. В 1942 году построена водонапорная башня.

## Деятельность
На станции осуществляются:
- Продажа билетов на все пассажирские поезда. Приём и выдача багажа[5].

## Дальнее сообщение
| № поезда | Маршрут движения    | № поезда | Маршрут движения    |
| -------- | ------------------- | -------- | ------------------- |
| 301      | Грозный — Волгоград | 302      | Волгоград — Грозный |